# Синило, Галина Вениаминовна
Гали́на Вениами́новна Сини́ло (род. 1957, СССР) — советский и белорусский литературовед, библеист, гебраист и германист. Кандидат филологических наук; с 2015 года — профессор кафедры культурологии и доцент кафедры зарубежной литературы филологического факультета БГУ.

## Биография
Родилась в г. п. Дубровка Брянской области РСФСР в СССР. Это родина матери, Марии Антоновны Крупкиной, в девичестве—Ильюховой. Отец, Вениамин Наумович Крупкин, родился в Дубровно под Оршей (БССР). Родители окончили Смоленский государственный педагогический университет, а затем приехали работать в Белоруссию.
В 1973 г. Галина Крупкина с золотой медалью окончила среднюю школу в д. Камено Логойского района Минской обл., где ее отец 45 лет проработал учителем истории и директором школы, а мать—учительницей физики.
В 1973-78 годах училась на филологическом факультете БГУ. Вышла замуж за однокурсника Александра Синило и взяла его фамилию. С отличием окончила в 1978 г. филологический факультет БГУ, в 1982 г. — очную аспирантуру при кафедре зарубежной литературы БГУ.
В 1983 г. развелась с первым мужем и вышла замуж за Бориса Ильича Слуцкого. Двое детей: дочь Елена и сын Евгений.
В 1984 г. защитила в МГУ им. М. В. Ломоносова кандидатскую диссертацию «Традиция философской лирики Ф. Гёльдерлина в поэзии ГДР (И. Р. Бехер, Г. Маурер)».
С 1983 г. преподает на филологическом факультете БГУ историю зарубежной и немецкой литератур (ныне продолжает работать по совместительству на кафедре зарубежной литературы БГУ), с 1999 по 2014 годы руководила кафедрой культурологии БГУ (сначала — в составе Международного гуманитарного института при БГУ, затем — факультета международных отношений, ныне — в составе гуманитарного факультета, переименованного в факультет социокультурных коммуникаций). С июня 2015 г. занимает должность профессора кафедры культурологии.
Галина Вениаминовна Синило читает разнообразные курсы по мировой культуре и литературе. Основные из них: «Библия и мировая культура», «Древние литературы Ближнего Востока», «История мировой (зарубежной) литературы XVII века», «История мировой (зарубежной) литературы XVIII в.», «История мировой (зарубежной) литературы рубежа XIX—XX вв.», «История немецкой литературы XVII века», «История немецкой литературы XVIII века», «История еврейской культуры и литературы (от Древности до XX в.)».
Преимущественные области интересов — библеистика, гебраистика, германистика, сравнительное литературоведение.
В последнее время научные интересы Г. В. Синило устремлены на исследование поэтики лирических книг Библии (Псалтири, Песни Песней, Экклесиаста, Плача Иеремии) и их рецепции в европейских литературах, прежде всего в немецкой. Кроме того, одним из основных предметов исследования Г. В. Синило является творчество выдающихся немецкоязычных поэтов XX в.,  связанных с культурным фронтиром, -- Эльзы Ласкер-Шюлер, Нелли Закс, Розы Ауслендер, Пауля Целана.

## Достижения
Автор более 500 научных работ, в том числе 7 монографий и  12 учебных пособий.

## Основные публикации

### Учебные и учебно-методические пособия
- Синило Г. В. Древние литературы Ближнего Востока и мир Танаха (Ветхого Завета): [учеб. пособие для филологич. факультетов вузов]. — Минск: Экономпресс, 1998. — 471 с. — ISBN 985-6479-04-5.
- Разумовская М. В., Синило Г. В., Солодовников С. В. Литература XVII—XVIII веков: учеб. пособие. — Минск: Университетское, 1989. — (История зарубежной литературы).
- Синило Г. В. Библия как памятник культуры: учебно-методич. пособие для студентов высших учебных заведений по специальности 1-21 04 01 "Культурология (по нааравлениям)": в 2 ч. Ч. 1. ТАНАХ (Ветхий Завет). — Минск: БГУ, 1999. — 106 с.
- Синило Г. В. Древние литературы Ближнего Востока и мир Танаха (Ветхого Завета): учеб. пособие. — М.: Флинта; МПСИ, 2008. — 845 с. — ISBN 978-5-89349-715-1 (Флинта) (в переплёте). — ISBN 978-5-9770-0048-2 (МСПИ).
- Синило Г. В. История немецкой литературы XVIII века: учебное пособие для студентов учреждений высшего образования по специальностям "Культурология", "Романо-германская филология". — Минск: БГУ, 2012. — 400 с. — ISBN 978-985-518-693-0.
- Синило Г. В. История немецкой литературы XVIII века: учебное пособие для студентов учреждений высшего образования по специальностям "Культурология", "Романо-германская филология". — Минск: Вышэйшая школа, 2013. — 575 с. — ISBN 978-985-06-2304-1.
- Синило Г. В. Библия как памятник культуры : учеб.-метод. пособие для студентов высших учебных заведений по специальности 1-21 04 01 "Культурология (по направлениям)": в 2 ч. Ч. 2. Новый Завет. — Минск: БГУ, 2014. — 280 с. — 100 экз. — ISBN 978-985-566-076-8 (ч.2); ISBN 978-985-566-024-9.
- Синило Г. В. История мировой литературы : Древний Ближний Восток : учеб. пособие. — Минск: Вышэйшая школа, 2014. — 456 с. — ISBN 978-985-062412-3.
- Синило Г. В. Библия и мировая культура: учебное пособие для студентов высшего образования по культурологическим и филологическим специальностям. — Минск: Вышэйшая школа, 2015. — 685 с. — ISBN 978-985-06-2660-8.

### Монографии
- Сініла Г. В. Біблія як феномен культуры і літаратуры. Ч. І. Духоўны і мастацкі свет Торы: Кніга Быцця. — Минск: Беларуская навука, 2003. — 451 с. — ISBN 985-08-0578-1 (ч.1); ISBN 985-08-0581-1.
- Сініла Г. В. Біблія як феномен культуры і літаратуры. Ч. ІІ. Духоўны і мастацкі свет Торы: Кніга Зыходу. — Минск: Беларуская навука, 2004. — 612 с. — ISBN 985-08-0634-6 (ч. 2); ISBN 985-08-0581-1.
- Синило Г. В. Танах и мировая поэзия. — Минск: Экономпресс, 2009. — 880 с. — ISBN 978-985-6479-52-9.
- Синило Г. В. Экклесиаст и его рецепция в мировой культуре: в 2 ч. Ч. 1. Предтечи, поэтика, религиозные интерпретации. — Минск: БГУ, 2012. — 220 с. — ISBN 978-985-518-604-6 (ч. 1); ISBN 978-985-518-607-7.
- Синило Г. В. Песнь Песней в контексте мировой культуры : в 2 кн. Кн. 1. Поэтика Песни Песней и её религиозные интерпретации. — Минск: Экономпресс, 2012. — 680 с. — ISBN 978-985-7051-01-4.
- Религия: энциклопедия / сост. и общая редакция: А. А. Грицанов (председатель), Г. В. Синило. — 2-е изд. — Минск: Книжный дом, 2007. — ISBN 985-489-355-3.
- Религии мира. — Минск: Книжный Дом, 2012. — 960 с. — ISBN 985-489-355-3; ISBN 978-985-17-0268-4.
- Синило Г. В. Экклесиаст и его рецепция в мировой культуре : в 2 ч. Ч. 2. Экклесиаст в мировой поэзии : от Поздней Античности до Раннего Нового времени. — Минск: БГУ, 2013. — 543 с. — ISBN 978-985-518-851-4 (ч. 2); ISBN 978-985-518-607-7.
- Синило Г. В. Эльза Ласкер-Шюлер // Литературный процесс в Германии первой половины XX века (ключевые и знаковые фигуры) / отв. ред. В. Д. Седельник, Т. В. Кудрявцева. — М.: ИМЛИ РАН, 2015. — С. 231–257. — ISBN 978-5-9208-0469-3.

### Научные статьи
- Синило Г. В. К вопросу о традиции философской лирики Гёльдерлина в поэзии Георга Маурера // Вестник БГУ. -- Сер. 4. — 1982. — № 3. — С. 21–28.
- Синило Г. В. Ритмико-синтаксические особенности лирики Иоганесса Бобровского и гёльдерлиновская традиция // Вестник БГУ. -- Сер. 4. — 1987. — № 3. — С. 16–21.
- Синило Г. В. Гёльдерлин и Пиндар // Вестник БГУ. -- Сер. 4. — 1990. — № 1. — С. 16–20.
- Синило Г. В. Поэтика Грифиуса как выражение духа времени // Вестник БГУ. -- Сер. 4. — 1991. — № 2. — С. 20–24.
- Сініла Г. В. Максім Багдановіч як перакладчык заходнееўрапейской паэзіі // Вестник БГУ. -- Сер. 4. — 1991. — № 3. — С. 3—9.
- Sinilo G. W. Die späte Hymne Hölderlins und ihre Rezeption in der DDR-Lyrik // Das Wort: Germanistisches Jahrbuch. — Moskau: Deutscher Akademischer Austauschdienst, 1991. — S. 249–254.
- Сініла Г. В. «Ды сэрца разарвана напалам…»: Лёс i паэзія Генрыха Гейнэ // Роднае слова. — 1997. — № 12. — С. 76–88.
- Синило Г. В. Страсть и тоска Генриха Гейне // Всемирная литература. — 1997. — № 12. — С. 143—151.
- Синило Г. В. Генезис жанра философского гимна в немецкой литературе XVIII века // XVIII век: Литература в контексте культуры: сб. науч. ст.  / под ред. проф. Н. Т. Пахсарьян. — М.: Изд-во Ун-та Рос. акад. образования, 1999. — С. 49–60.
- Синило Г. В. На горних высях духа: Об одном из лирических шедевров Гёте // Немига литературная. — 1999. — № 4. — С. 182—189.
- Синило Г. В. Ландшафт истории, культуры, памяти: лирика И. Бобровского // Немига литературная. — 2000. — № 1. — С. 161—165.
- Сініла Г. В. «Памры i адрадзіся!»: Творчы шлях Ёгана Вольфганга Гётэ: ч. 1-2 // Роднае слова. — 2000. — № 7. — С. 23–28.; № 8. -- С. 25–30.
- Сініла (Крупкіна), Г. В. Мастацкi космас гётэўскага «Фауста» i яго перастварэнне па-беларуску: ч. 1--4 // Роднае слова. — 2000. — № 7. — С. 29–34.; № 8. -- С. 31–35; № 9. -- С. 25–28; № 10. -- С. 22–25.
- Синило Г. В. Рецепция эллинской метрики и строфики в немецкой поэзии XVIII века // Studia philologica: сб. науч. ст. Вып. 4. — Минск: РИВШ БГУ, 2001. — С. 106—114. — ISBN 985-6144-88-4.
- Синило Г. В. Жанровые и стилевые новации в лирике Ф. Г. Клопштока // Другой XVIII век: сб. науч. работ  / под ред. проф. Н. Т. Пахсарьян. — М.: Экон-информ, 2002. — С. 121—134. — ISBN 5-9506-0018-5.
- Синило Г. В. Генезис «лирики природы» (Naturlyrik) и «лирики мысли» (Gedankenlyrik) в немецкой поэзии XVIII века // Проблемы истории литературы  / под ред. проф. А. А. Гугнина. — М.; Новополоцк: ПГУ, 2002. — С. 17–25. — ISBN 5-7576-0120-5.
- Синило Г. В. «Любовь, как смерть, сильна…» (Песнь Песней и её рецепция в немецкой поэзии XVII века) // XVII век: Между трагедией и утопией: сб. науч. трудов. Вып. 1  / отв. ред. проф. Т. В. Саськова. — М., 2004. — С. 89–100. — ISBN 5-8288-0694-7.
- Синило Г. В. «Ночная песнь странника II» И. В. Гёте в свете жизненных идеалов XVIII века // XVIII век: Искусство жить и жизнь искусства: сб. науч. работ  / отв. ред. проф. Н. Т. Пасхсарьян. — М.: МГУ, 2004. — С. 355—369. — ISBN 5-9506-0115-7.
- Синило Г. В. Пастораль как жанр и мирочувствование у поэтов Пегницкого пастушеского ордена // Пастораль как текст культуры: теория, топика, синтез искусств: сб. науч. трудов  / отв. ред. проф. Т. В. Саськова. — М., 2005. — С. 26–44. — ISBN 5-8288-0863-X.
- Синило Г. В. Поэтика сонета А. Грифиуса «Слезы Отечества» (к проблеме целостного анализа и целостной рецепции стихотворного текста) // Вестник Полоцкого государственного университета. -- Серия А. Гуманитарные науки. — 2005. — № 1. — С. 108—115.
- Синило Г. В. Псалтирь (Книга Хвалений) в контексте мировой культуры // Государство, религия, Церковь в России и за рубежом: специальный выпуск к. — М.: Изд-во РАГС, 2009. — № 4. — С. 4—18.
- Синило Г. В. Традиция Книги Псалмов в еврейской литургической поэзии Поздней Античности и Раннего Средневековья // Государство, религия, Церковь в России и за рубежом. — М.: Изд-во РАГС, 2009. — № 4 со специальным выпуском. — С. 176—186.
- Синило Г. В. Псалом 130-й в переложениях немецких поэтов XVII века // Государство, религия, Церковь в России и за рубежом. — М.: Изд-во РАГС, 2009. — № 4 со специальным выпуском. — С. 238—244.
- Синило Г. В. Специфика поэтического мира Нелли Закс и мотив Акедат Йицхак в её лирике // От Библии до постмодернизма: Статьи по истории еврейской культуры  / отв. ред. В. Мочалова. — М.: Книжники; Текст, 2009. — С. 319—351. — ISBN 978-5-9953-0021-2.; ISBN 978-5-9953-0021-2
- Синило Г. В. Синтез поэзии, философии и мифа в позднем творчестве Гёльдерлина // XVIII век: литература как философия, философия как литература  / под ред. Н. Т. Пахсарьян. — М.: Экон-Информ, 2010. — С. 143–158. — ISBN 978-5-9506-0600-7.
- Синило Г. В. Десять Заповедей и их значение для духовного развития человечества // Скрижали. Серия «Ветхозаветные исследования». — 2011. — Т. 1. — С. 24–64.
- Синило Г. В. Загадки Экклесиаста: особенности языка, проблема авторства и художественное своеобразие книги // Скрижали. Серия «Ветхозаветные исследования». — 2011. — Т. 2. — С. 6—47.
- Синило Г. В. Эволюция поэтического синтаксиса Ф. Гёльдерлина и ритмико-синтаксические особенности его поздних гимнов (к вопросу о синтезе культурологического, философского и филологического подходов при анализе поэтического феномена) // Романо-германская филология в контексте гуманитарных наук: Международный сб. науч. ст.  / отв. ред. проф. А. А. Гугнин. — Новополоцк: ПГУ, 2011. — С. 148–158. — ISBN 978-985-531-175-2.
- Синило Г. В. Загадки Экклесиаста: религиозно-философская и социально-этическая проблематика // Скрижали. Серия «Ветхозаветные исследования». — 2012. — Т. 3. — С. 6—59.
- Синило Г. В. «Бурная гениальность» и идиллическая модальность в лирике Ф. Гёльдерлина // XVIII век: Литература в эпоху идиллий и бурь: науч. сб.  / под ред. проф. Н. Т. Пахсарьян. — М.: МГУ; Экон-Информ, 2012. — С. 69–86. — ISBN 978-5-9506-0949-7.
- Синило Г. В. Топосы Розы и Сада в лирике Розы Ауслендер (к проблеме жизни слова и образа в тексте и контексте культуры) // Романо-германская филология в контексте науки и культуры: междунар. сб. науч. ст.  / отв. ред. А. А. Гугнин. — Новополоцк: ПГУ, 2013. — С. 127–140. — ISBN 978-985-531-386-2.
- Синило Г. В. Диалог культур в немецкой поэзии второй половины XX века: к проблеме роли маргиналов в формировании национальной культуры // Романо-германская филология в контексте науки и культуры: междунар. сб. науч. ст.  / отв. ред. А. А. Гугнин. — Новополоцк: ПГУ, 2013. — С. 140–148. — ISBN 978-985-531-386-2.
- Синило Г. В. Особенности комментаторского метода Иеронима Блаженного (на примере Комментария на Книгу Экклесиаста) // Скрижали. Сер. “Ветхозаветные исследования”. — 2013. — Т. 5. — С. 6–58.
- Синило Г. В. Песнь Песней в интерпретации Оригена и Иеронима Блаженного // Скрижали. Серия «Ветхозаветные исследования». — 2014. — Т. 7. — С. 6–50.
- Синило Г. В. Пасторальная топика в немецкой мистической поэзии XVII века // Пастораль вчера, сегодня, завтра : сб. науч. ст.  / отв. ред. Т. В. Саськова. — М., 2014. — С. 13–23. — ISBN 978-5-519-02688-8.
- Синило Г. В. Топос Сада в лирике Ф. Гёльдерлина // XVIII век : топосы и пейзажи : сб. науч. ст.  / под ред. проф. Н. Т. Пахсарьян. — СПб.: Алетейя, 2014. — С. 206–224. — ISBN 978-5-90670-582-2.
- Синило Г. В. Роль Библии в становлении и развитии немецкой национальной поэтической традиции // Немецкая культура в контексте мировой  / под ред. Г. В. Синило. — Минск: РИВШ БГУ, 2014. — ISBN 978-985-500-799-0.
- Синило Г. В. Поэтика идиллий Саула Черниховского // Пастораль: метаморфозы идеала и реальности: сб. науч. ст.  / отв. ред. проф. Т. В. Саськова. — М.: Человек, 2015. — С. 108–138. — ISBN 978-5-906131-74-4.
- Синило Г. В. Осмысление кризиса европейской культуры в поэзии Э. Ласкер-Шюлер // Антропологические сдвиги переломных эпох и их отражение в литературе : сб. науч. ст. : в 2 ч.  / редкол. : Т. Е. Автухович  (гл. ред.) [и др.]. — Гродно: ГрГУ, 2014. — С. 248–257. — ISBN 978-985-515-809-8. Ч. 1
- Синило Г. В. Жанр притчи и его модификации в Библии // Скрижали. Серия «Ветхозаветные исследования». — 2015. — Т. 9.
- Синило Г. В. Песнь Песней в переложении Мартина Опица // Вопросы филологии : сб.науч. ст.  / под ред. проф. Е. А. Зачевского. — СПб.: Издательство Политехнического университета, 2015. — С. 241–254. — ISBN 978-5-7422-4730-2.